# Gleina
Gleina est une commune allemande de l'arrondissement du Burgenland, Land de Saxe-Anhalt.

## Géographie
La commune comprend les quartiers de Baumersroda, Ebersroda, Gleina et Müncheroda.
|                       | Steigra | Mücheln  |
| Karsdorf              | Gleina  |          |
| Laucha an der Unstrut |         | Freyburg |

Barnstädt se trouve sur la Bundesstraße 180.

## Histoire
Gleina est mentionné pour la première fois en 1144.

## Personnalités liées à la commune
- Ludwig Thienemann (1793-1858), médecin et naturaliste

## Source, notes et références
- (de) Cet article est partiellement ou en totalité issu de l’article de Wikipédia en allemand intitulé « Gleina » (voir la liste des auteurs).